# Emblyna francisca
Emblyna francisca là một loài nhện trong họ Dictynidae.
Loài này thuộc chi Emblyna. Emblyna francisca được miêu tả năm 1946 bởi Bishop & Ruderman.